# Vickers F.B.5
Die britische Vickers F.B.5 „Gunbus“ war das erste Flugzeug im Ersten Weltkrieg, das als reines Jagdflugzeug konzipiert war.

## Entwicklung
Die F.B.5 (Fighting Biplane 5) war ein zweisitziger bewaffneter Doppeldecker mit Druckpropeller und Gitterrumpf. Der mit einem 7,7-mm-Lewis-MG ausgestattete Bordschütze wurde vor dem Piloten platziert und verfügte nach vorn über einen nahezu unbegrenzten Sicht- und Wirkungsbereich.

### Vorläufer
Die Entstehung der F.B.5 ging zurück auf den im November 1912 von der Admiralität an den Rüstungskonzern Vickers erteilten Auftrag, ein mit Maschinengewehr bewaffnetes Kampfflugzeug zu entwickeln. Daraufhin entstand der Vickers Type 18 Destroyer, ein Doppeldecker mit Gitterrumpf und einem im Heck der Gondel angebrachten 60–80 PS (44–59 kW) starkem Wolseley-Umlaufmotor, der einen Druckpropeller antrieb. Die Steuerung erfolgte noch ohne Querruder durch Verwindung der deutlich gestaffelten Tragflächen. Das Flugzeug wurde im Februar 1913 auf der Londoner Olympia Aero Show der Öffentlichkeit vorgestellt und erregte durch sein drehbar auf einem Pfosten im Bug gesetztes schweres Maxim-Maschinengewehr großes Aufsehen. Allerdings ging das zu schwach motorisierte und durch das Gewicht des MGs zu buglastige Ausstellungsexemplar bereits beim Erstflug zu Bruch.
Auf den ersten Prototyp folgte der überarbeitete Type 18A mit dem stärkeren und zuverlässigeren 100 PS (74 kW) Umlaufmotor Gnome-Monosoupape, der am 26. November 1913 in Brooklands seinen Erstflug absolvierte. Das als E.F.B.2 (Das „E“ stand für „Experimental“) bezeichnete Flugzeug besaß ungestaffelte Tragflächen, deren obere etwas länger als die untere war. An den Seiten der Gondel waren Zelluloidfenster angebracht.
Die im Dezember 1913 als Typ 18B folgende E.F.B.3 erhielt wieder Tragflächen gleicher Spannweite; Querruder ersetzten die Flügelverwindung. Die Admiralität bestellte sechs Exemplare mit der Bezeichnung Vickers Type 30.
Der MG-Sockel und das schwere, wassergekühlte MG mit Gurtzuführung und die Unterbringung der Munitionskästen im Cockpit hatten sich inzwischen als unhandlich erwiesen und schränkten den Wirkungsbereich der Waffe stark ein, daher erprobte Vickers mit der E.F.B.4 die Verwendung des mit einer einfachen Munitionstrommel versorgten leichten Lewis-Maschinengewehrs, welches auf einem Drehzapfen angebracht war und vom Beobachter im Cockpit stehend bedient werden musste.
Noch vor der Auslieferung wurde die Konstruktion des Typs 18B im Auftrag des Kriegsministeriums zur E.F.B.5 weiterentwickelt, die vorläufig noch das halbkreisförmige Höhenleitwerk beibehielt. Dieses Vorserienflugzeug wurde im Mai 1914 auf der Olympia Aero Show gezeigt und absolvierte im Juli 1914 seinen Erstflug.

## Produktion
Der als militärischer Berater für Vickers abgestellte Major Wood ahnte, dass der Krieg unmittelbar bevorstand und der Gunbus daher bald in beträchtlicher Zahl bestellt werden würde. Überzeugt vom Gefechtswert des Flugzeugs, das soeben in Farnborough erprobt wurde, riet Wood der Firma Vickers daher dringend, mit der Herstellung von fünfzig Serienflugzeugen Vickers F.B.5 zu beginnen, ohne auf eine Bestellung zu warten. Zur Vereinfachung der Produktion wurde das Höhenleitwerk rechteckig geformt, und nach der Erprobung verschiedener Lafetten und Gondelkonfigurationen entschieden, bei der Serienfertigung den typischen stumpfen Bug zu verwenden.
Tatsächlich erhielt Vickers am 14. August 1914 drei Aufträge über 46 Flugzeuge für das RFC und zwei weitere über vier RNAS-Flugzeuge.
Ende 1914 lieferte das Werk in Crayford die ersten Vickers Gunbus aus. Die Produktionszahlen sind nicht eindeutig geklärt; insgesamt dürften bis 1918 bis zu 230 F.B.5/9 produziert worden sein, davon 119 in England.
In Frankreich produzierte die Darracq S.A. in Suresnes als Lizenznehmer 99 F.B.5 und F.B.9.
Zwölf F.B.5 mit den Nummern V.1-V.12 wurden 1917–18 von der Firma A/S Nielson & Winthers in Kopenhagen gebaut, wofür die dänische Tøjhusvoerkstedet im März 1916 entsprechende Lizenzen erworben hatte.
Eine Belieferung aus der italienischen Produktionsstätte Vickers-Terni in La Spezia kam nicht zu Stande, da die italienische Regierung dafür keine Exportlizenzen genehmigen wollte. Auch die Überlegung, eine F.B.10 mit italienischen 100 PS (74 kW) Isotta-Fraschini-Motoren zu bauen, wurde nicht umgesetzt.

### Varianten
- Vier als F.B.5A bezeichnete Flugzeuge wurden mit 110 PS (81 kW) Le Rhône- oder Clerget-Motoren ausgestattet, die sich jedoch nicht als zuverlässig erwiesen.
- Mindestens vier Flugzeuge wurden mit gepanzerten Gondeln gebaut.
- Zwei der vier vom RNAS bestellten F.B.5 (No. 1534 und No 1535) wurden mit luftgekühltem 150 PS (110 kW) Smith-Sternmotor geliefert.
- Eine aus Frankreich geholte F.B.5 wurde als vorübergehend Seeflugzeug mit Schwimmern versehen, aber danach wieder zurückgebracht.
- Ein Prototyp einer E.F.B.6 mit verlängertem Oberflügel wurde 1914 gebaut, aber nicht weiterentwickelt.
- Kurz nach Kriegsbeginn stellte Vickers den Konstrukteur Howard Flanders ein, der ein zweimotoriges Kampfflugzeug als Träger für das von Vickers gebaute 3,7 cm COW Einpfünder-Geschütz entwickeln sollte. Dieses als E.F.B.7 bezeichnete Baumuster erhielt zwei zwischen die Tragflächen montierte Gnome Monosoupape Motoren. Im Bug wurde das Cockpit des Schützen untergebracht, hinter dem Ansatz der Tragfläche das Cockpit des Piloten. Mit dem Erstflug im August 1915 begann die Erprobung, die auch dem Vergleich mit der zweimotorigen französischen Caudron G.IV diente. Da der Abstand zwischen den beiden Cockpits die mündliche Verständigung von Pilot und Beobachter fast unmöglich machte, wurde ein zweiter Prototyp E.F.B.7A gebaut, bei dem der Pilot vor den Ansatz der Tragflächen direkt hinter den Beobachter gesetzt wurde. Der Engpass bei der Lieferung von Gnome-Motoren führte dazu, dass zwei luftgekühlte 80 PS (59 kW) Renault-Motoren eingebaut wurden, was zu erheblichen Leistungseinbußen führte. Die bei A. Darracq & Co. Ltd. Fertigung von 11 F.B.7 wurde daraufhin abgesagt.
- Im November 1915 erschien eine von zwei Gnome-Motoren angetriebene E.F.B.8 mit kleineren Ausmaßen und nur mit einem Lewis-MG bestückt. Der Entwurf verschwand vorerst in der Schublade, bis er von Chefingenieur Rex Pierson 1917 als Grundlage für die Entwicklung eines neuen zweimotorigen Motors wieder herangezogen wurde.
- Das letzte Baumuster der Entwicklungsreihe war die F.B.9, wegen ihrer aerodynamisch überarbeiteten Formgebung auch als Streamline Gunbus bezeichnet. Gondel, Flügelspitzen und Heckleitwerk wurden abgerundet und statt des sperrigen Kufenfahrgestells das für die Feldflugplätze an der Westfront besser geeignete V-Fahrgestell verwendet. Zwischen Juni 1916 und September 1917 wurden 95 F.B.9 gebaut, davon wurde eine als Erdangriffsflugzeug mit gepanzerter Gondel und gefedertem Fahrgestell.

### Nachbauten
Ein F.B.5 Gunbus wurde 1966 von der Vintage Aircraft and Flying Association in Brooklands zur Feier des hundertjährigen Bestehens der Royal Aeronautical Society nachgebaut. Der zugehörige 100 PS (74 kW) Gnome-Monosoupape-Umlaufmotor wurde aus den Teilen von zwei eingelagert erhaltenen Exemplaren zusammengesetzt.

## Einsatz
An der Front erwies sich die aus Stahlrohrrahmen gefertigte Vickers Gunbus als gut zu beherrschendes, stabiles und solide gebautes Flugzeug; allerdings erwies sich sein in England in Lizenz gefertigter Gnome-Monosoupape Motor als wenig zuverlässig. Im April 1915 berichtete Lieutenant-Colonel H. R. M. Brooke-Popham von einem Piloten, der wegen Motorpannen bei 30 Einsatzflügen 22-mal notlanden musste.
Die F.B.5 wurden zumeist einzeln oder in kleiner Zahl auf die Fronteinheiten verteilt, um Begleitschutz bei deren Einsätzen zu fliegen:
- Die ersten drei F.B.5 Gunbus wurden im November 1914 an die No. 6 Squadron des Royal Flying Corps (RFC) in Netheravon ausgeliefert; zwei davon verlegten gleich darauf nach Joyce Green, wo die Luftverteidigung für London aufgebaut werden sollte. Von dort erfolgte am 25. Dezember 1914 der vermutlich erste Kriegseinsatz eines Gunbus durch Pilot Second-Lieutenant M. R. Chidson und Fliegerschütze Corporal Martin. Diese starteten gemeinsam mit zwei auf anderen Flugplätzen alarmierten RNAS-Flugzeugen zur Suche eines um 12.35h über Sheerness gesichteten deutschen Flugzeugs, das Themse-aufwärts fliegend in den britischen Luftraum eingedrungen war. Chidson wurde am 7. Februar 1915 mit seiner F.B.5 zur No. 2 Squadron, RFC nach Frankreich versetzt, musste aber kurz danach auf deutscher Seite notlanden.[6] Dieses Beuteflugzeug prägte auf deutscher Seite den Begriff „Vickers“, mit dem pauschal alle englischen Gitterrumpf-Doppeldecker bezeichnet wurden, gleichgültig ob es sich um den Gunbus oder die späteren Airco D.H.2 oder Royal Aircraft Factory F.E.2 handelte.
- Am 5. Februar 1915 erhielt die No. 5 Squadron, RFC ihre ersten F.B.5.
- Am 8. April 1915 verlegte die No. 7 Squadron, RFC mit zwei Schwärmen R.E.5 und einem Schwarm mit Vickers F.B.5 nach Frankreich, die aber bald gegen Voisins ausgetauscht wurden.
- Am 9. Mai 1915 verfügte an der Front nur noch die No. 5 Squadron über F.B.5; sie besaß zu diesem Zeitpunkt fünf Gunbus, dazu sechs Avro 504 und eine Martinsyde S.1.
- Am 25. Juli 1915 traf als erste nur mit dem Gunbus ausgerüstete Einheit die No. 11 Squadron, RFC in Frankreich ein. Ihr Staffelführer Major George William Patrick Dawes setzte seine F.B.5 nicht primär zum Begleitschutz ein, sondern verwendete sie vielseitig als Jagdflugzeuge sowie als Aufklärer, für Luftbildaufnahmen und zur Artilleriebeobachtung. Im November 1915 zwangen Second-Lieutenant Gilbert Stuart Martin Insall und sein Beobachter Air Mechanic T.H. Donald mit ihrem Gunbus einen deutschen Aviatik-Zweisitzer zur Landung und zerstörten diesen danach durch Bombenabwurf, mussten aber, durch Abwehrfeuer getroffen, 500 Meter hinter den eigenen Linien notlanden. Im Schutz der nächtlichen Dunkelheit gelang es Indell, den durchlöcherten Tank zu reparieren und am nächsten Morgen zu seiner Staffel zurückzukehren. Für seine Tapferkeit wurde er mit dem Viktoriakreuz ausgezeichnet.
- Am 19. November 1915 traf die No. 18 Squadron der RFC mit F.B.5 in Frankreich ein; die Staffel wurde aber kurz darauf auf die F.E.2b umgerüstet.
- Am 1. Juli 1916 errangen Lieutenant Morris und sein Beobachter Sergeant Glover den letzten Luftsieg mit einem Gunbus; zu diesem Datum hatte nur noch die No. 11 Squadron vier, teilweise mit Doppel-MG ausgerüstete, aber hoffnungslos veraltete Vickers F.B.5 im Bestand.
- Kurzzeitig kam zwar die verbesserte Vickers F.B.9 zum Einsatz, diese war jedoch auch den deutschen Jagdflugzeugen ebenfalls nicht mehr gewachsen. Einige F.B.9, vermutlich aus französischer Produktion in Villacoublay beschafft, kamen bei der No. 1 Squadron, RFC in der am 1. Juli 1916 begonnenen Somme-Offensive zum Einsatz, solange noch nicht genügend F.E.2b mit 160 PS (118 kW) Beardmore-Motoren einsatzbereit waren.

Viele F.E.5/9 dienten noch bis 1918 als Schulflugzeuge.

### Einsatzländer
Vereinigtes Königreich
- RFC:
  - Westfront: Squadron No. 1, 2, 5, 7, 11, 16 und 18
  - Naher Osten: 1 Flugzeug
  - Training: No. 10 Reserve Squadron, Joyce Green und No. 24 Squadron, Hounslow.
- RNAS: No. 1 Squadron

 Frankreich
- Aéronautique Militaire

 Dänemark
- Dänische Luftstreitkräfte

## Bilder

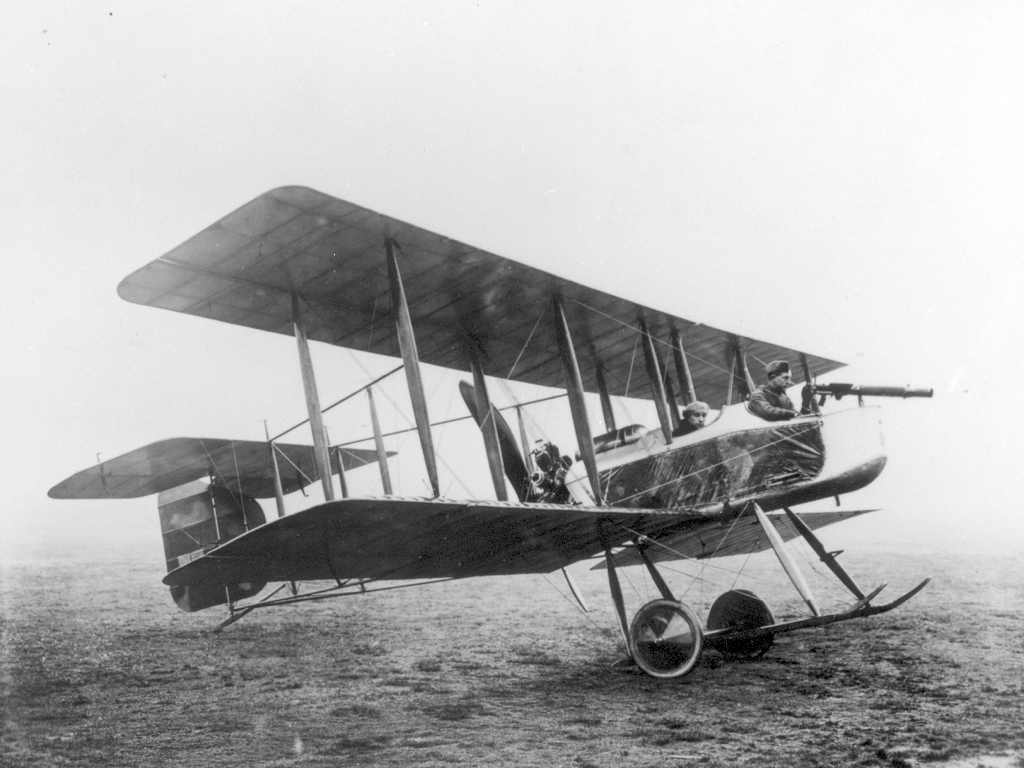
Prototyp Juli 1914
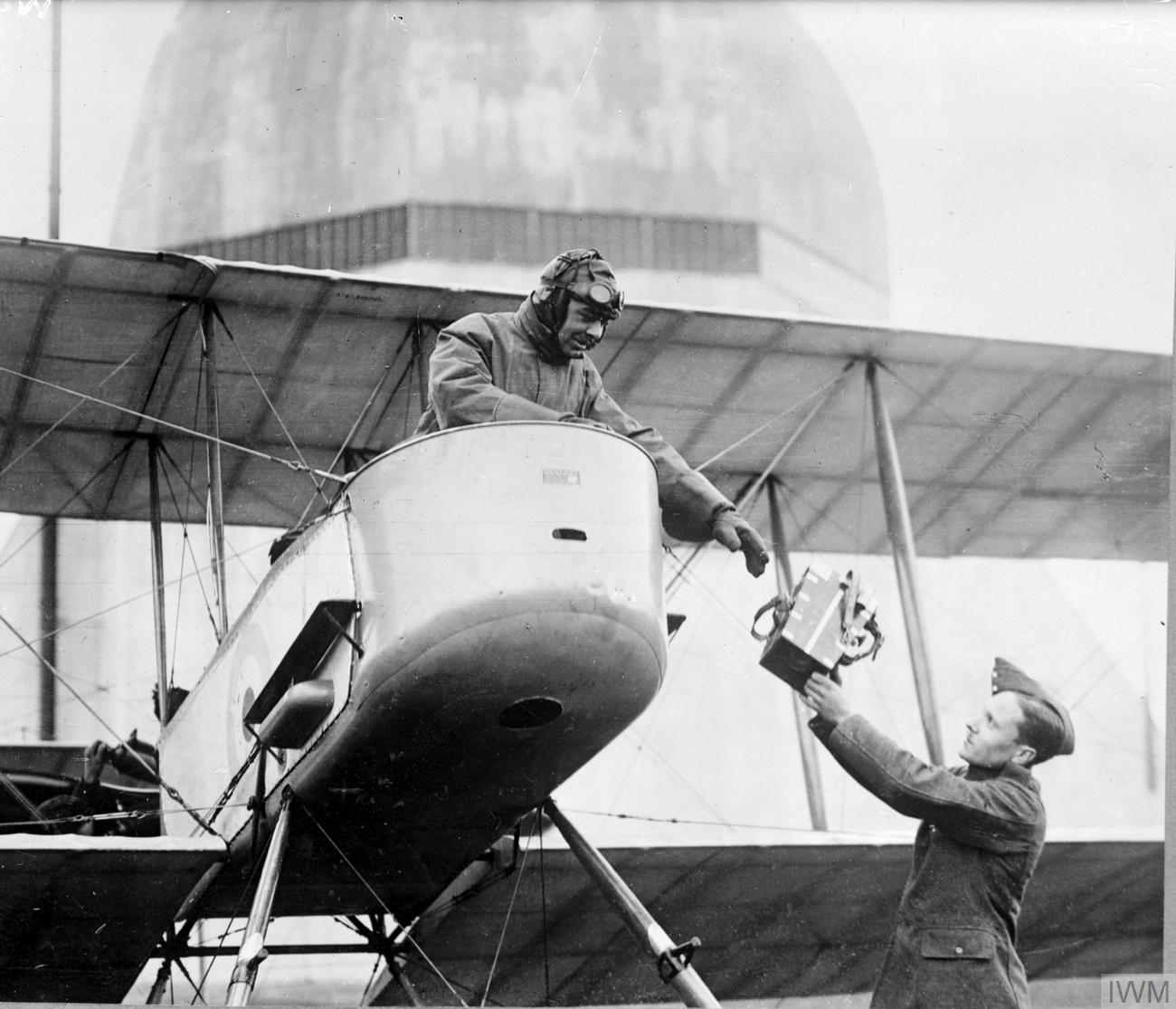
Übergabe einer Luftbildkamera an den Beobachter einer F.B.5
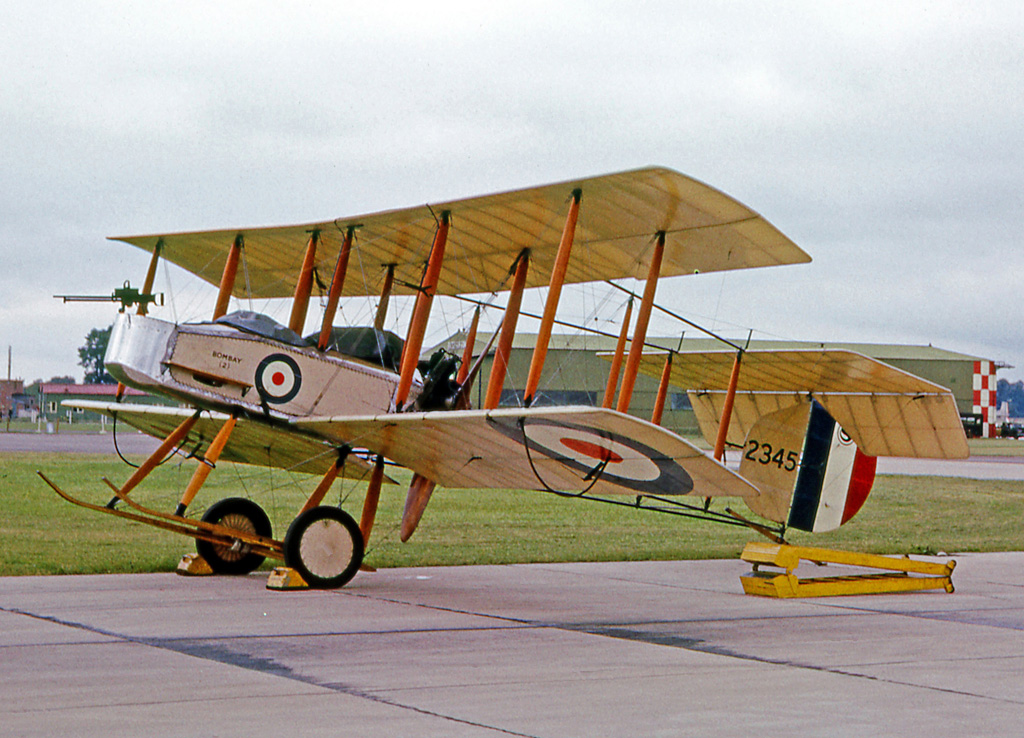
Nachbau eines Gunbus im Juni 1966.
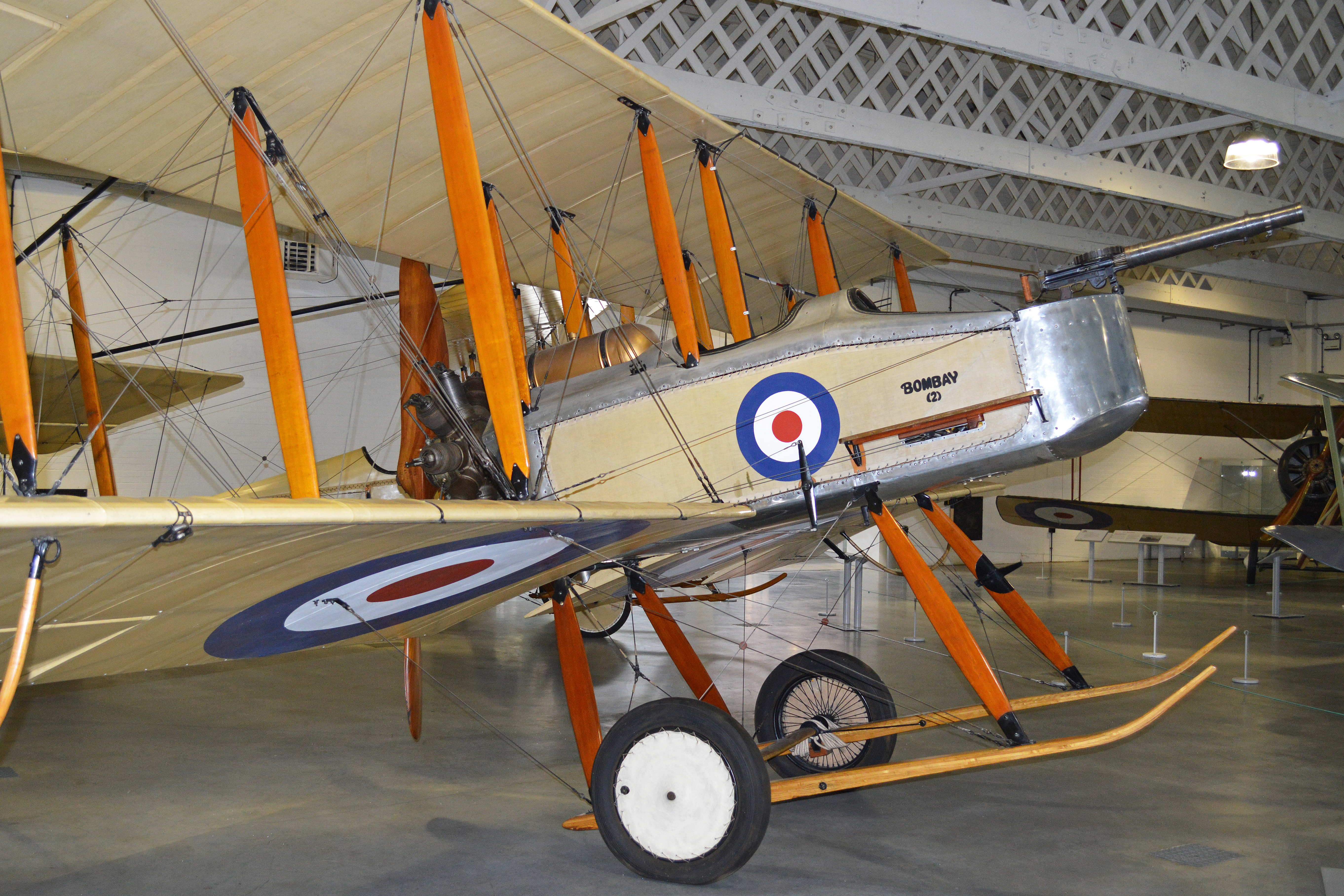
Derselbe Nachbau befindet sich seit 1968 im RAF Museum in Hendon.
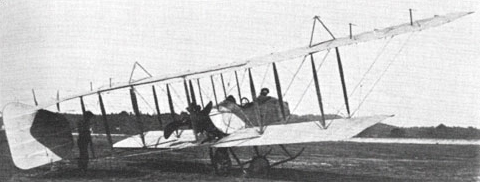
Das Projekt der E.F.B.6 wurde nicht weiterverfolgt
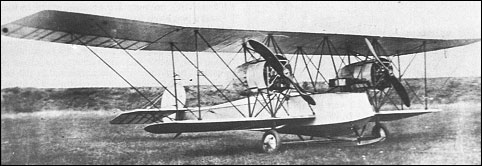
Der Prototyp der zweimotorigen E.F.B.7
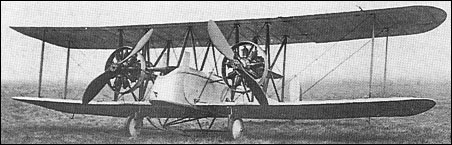
Der Prototyp der zweimotorigen E.F.B.8
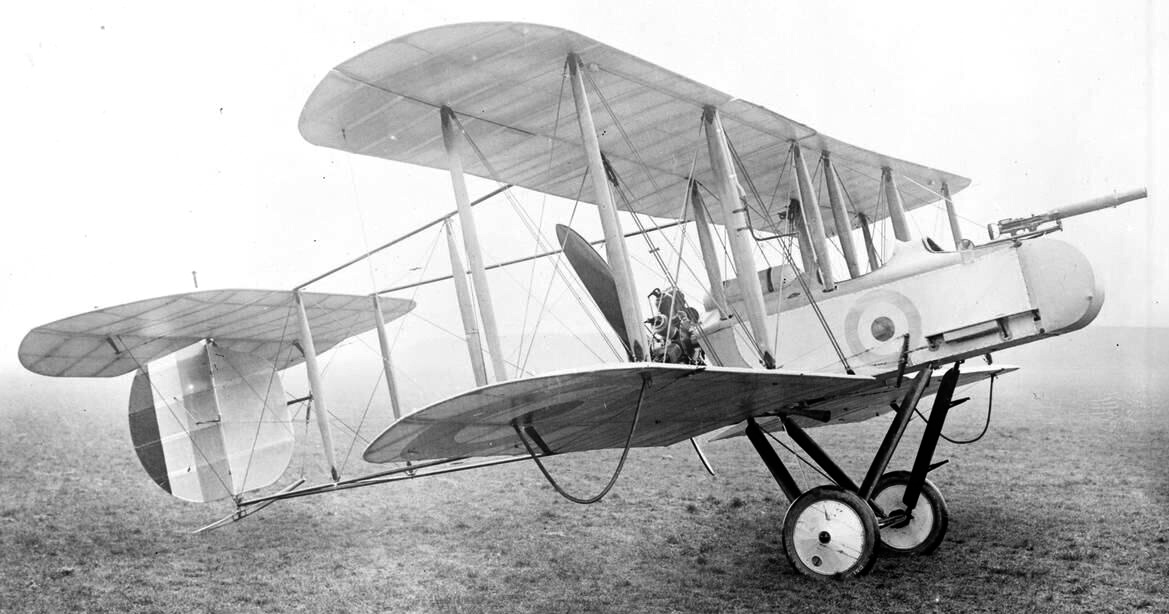
Das Nachfolgemodell F.B.9 mit abgerundete Flügelenden
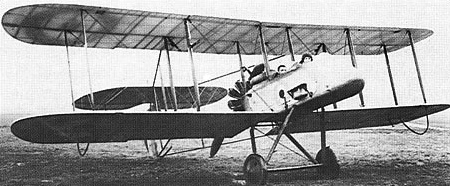
F.B.9 mit nach vorn erweiterter Gondel.

## Technische Daten
| Kenngröße             | F.B.5                                                         | F.B.9                                                         |
| --------------------- | ------------------------------------------------------------- | ------------------------------------------------------------- |
| Besatzung             | 2 (Pilot und Beobachter)                                      | 2 (Pilot und Beobachter)                                      |
| Länge                 | 8,28 m                                                        | 8,69 m                                                        |
| Spannweite            | 11,13 m                                                       | 10,29 m                                                       |
| Höhe                  | 3,51 m                                                        | 3,51 m                                                        |
| Flügelfläche          | 35,5 m²                                                       | 31,6 m²                                                       |
| Leermasse             | 553 kg                                                        | 467 kg                                                        |
| Startmasse            | 930 kg                                                        | 826 kg                                                        |
| Antrieb               | ein 9-Zylinder-Umlaufmotor Gnome Monosoupape, 100 PS (74 kW)  | ein 9-Zylinder-Umlaufmotor Gnome Monosoupape, 100 PS (74 kW)  |
| Höchstgeschwindigkeit | 113 km/h                                                      | 133 km/h                                                      |
| Steigzeit auf 1500 m  | 16 min                                                        |                                                               |
| Reichweite            |                                                               | 400 km                                                        |
| Flugdauer             | 4:30 h                                                        |                                                               |
| Dienstgipfelhöhe      | 2743 m                                                        | 3352 m                                                        |
| Bewaffnung            | ein 7,7-mm-Lewis MG, optional kleine Bomben oder Handgranaten | ein 7,7-mm-Lewis MG, optional kleine Bomben oder Handgranaten |